# Pokój krzyszkowski
Pokój krzyszkowski (niem. Frieden von Krzyszkowo) – układ zawarty 30 sierpnia 1157 roku w Krzyszkowie pod Poznaniem między Bolesławem IV Kędzierzawym a cesarzem rzymskim Fryderykiem I Barbarossą.

## Przyczyny
Usunięty w 1146 roku przez młodszych braci Władysław II Wygnaniec spotkał się w roku 1157 w Bambergu z cesarzem i wyjednał interwencję w Polsce. Wojsko cesarza Fryderyka I Barbarossy przekroczyło Odrę, której linię obrony zaniechano, spalono grody nad Odrą – Głogów i Bytom Odrzański. Wojska cesarskie bez problemu wkroczyły w głąb kraju. Bolesław IV Kędzierzawy nie podejmował walki. Gdy cesarz dotarł pod Poznań, Bolesław poprosił o pokój, który faktycznie zawarto.

## Skutki
Upokorzenie Bolesława było wtedy ogromne – stał przed cesarzem boso, z mieczem przy szyi. Był zmuszony złożyć hołd lenny i przyjąć następujące warunki:
- został zobligowany do stawienia się w Magdeburgu, by odpowiedzieć na zarzuty w sprawie brata,
- przyrzekł zapłacić Fryderykowi 3400 grzywien srebra jako zwrot wkładu poniesionego przez cesarza na wyprawę.

Zgodził się też na powrót do kraju Władysława II Wygnańca, a z nim trójki jego dzieci. Doprowadziło to do podziału Śląska: część z Raciborzem dla Mieszka Plątonogiego, księstwo opolskie dla Bolesława Wysokiego. Rękojmią zobowiązania byli zakładnicy, wśród których był najmłodszy brat Kazimierz. Polska stała się lennem Świętego Cesarstwa Rzymskiego. Za tę cenę Bolesław Kędzierzawy miał rządzić krajem.